# Án lệ Việt Nam
Án lệ Việt Nam là những lập luận hoặc phán quyết trong bản án hay quyết định đã có hiệu lực pháp luật của tòa án Việt Nam về một vụ việc cụ thể được lựa chọn và công bố là án lệ bởi chủ thể có thẩm quyền để tòa án các cấp nghiên cứu và áp dụng trong xét xử tại Việt Nam. Nguồn của án lệ đến từ lý lẽ ở văn bản tố tụng của cơ quan xét xử khắp cả nước, trở thành án lệ thông qua thẩm quyền của Tòa án nhân dân tối cao, được lựa chọn bởi Hội đồng Thẩm phán và công bố bởi Chánh án. Án lệ là một bộ phận của pháp luật, được xem xét để áp dụng trong tố tụng xét xử mọi lĩnh vực pháp luật ở Việt Nam, gồm dân sự, hình sự, hành chính, lao động, kinh doanh thương mại và hôn nhân gia đình. Tuy nhiên, nó chỉ là cơ sở để viện dẫn và không mang tính bắt buộc.
Trong lịch sử, án lệ Việt Nam đã xuất hiện từ thời phong kiến dưới sự ảnh hưởng của hệ thống luật thành văn qua các triều đại nhà Lý, nhà Trần, nhà Lê, và nhà Nguyễn. Theo đó, kết luận của quan xử án trong các vụ việc được cân nhắc và là án lệ khi được đưa trực tiếp vào việc soạn thảo và in ấn của những bộ luật hoặc lưu trữ để đối chiếu về sau với số lượng không lớn. Tới thời cận hiện đại và thế kỷ XX, Việt Nam chịu nhiều sự ảnh hưởng của các nước như Pháp và Hoa Kỳ, án lệ được xem là quyết định hoặc bản án của tòa cấp trên có giá trị ràng buộc đối với tòa cấp dưới; các tòa phá án cũng phải tôn trọng quyết định trước đó của bản thân mình. Khoảng thời gian tiếp theo, án lệ từng trải qua giai đoạn không tồn tại trong hệ thống pháp luật vì nó không tương thích với hệ thống xã hội chủ nghĩa. Sau này, nó được xuất hiện trở lại để được xem xét, nghiên cứu xây dựng và phát triển; nó dần trở thành một phần của pháp luật ở thời kỳ hiện nay. Tiến sĩ Bùi Ngọc Sơn của Đại học Oxford cho rằng việc án lệ xuất hiện trở lại là do sự phổ biến của nó trên thế giới đi kèm với sự thích ứng linh hoạt của pháp luật xã hội chủ nghĩa, cấu trúc nhà nước, luật nội dung và một xã hội đang trong giai đoạn chuyển tiếp.

## Tên gọi
Tòa án, định nghĩa án lệ.
Thời kỳ đầu, từ án lệ (案例) được cấu tạo bởi từ án (案), và lệ (例). Trong đó, án được hiểu là văn thư, thể lệ, các bản kiện tụng đã quyết định xong, vụ phạm pháp hoặc tranh chấp quyền lợi cần được xét xử trước tòa án hoặc quyết định của tòa xét xử vụ án; lệ được hiểu là lề lối, điều quy định đã trở thành nề nếp, mọi người cứ theo thế mà làm hoặc điều đó được lặp đi lặp lại nhiều lần, tự nhiên đã thành thói quen. Trong khía cạnh quốc tế các nước ảnh hưởng tới Việt Nam, thông luật Anh–Mỹ định nghĩa án lệ là vụ án đã được giải quyết tạo cơ sở cho việc xét xử các vụ án sau này mà có những sự kiện hoặc vấn đề pháp lý tương tự, là nguồn chủ yếu của pháp luật nước Anh, là lời phán quyết của tòa án, cơ sở chủ yếu trong xét xử của pháp luật Hoa Kỳ; luật thành văn nước Pháp định nghĩa án lệ là bản án có tiền lệ, lặp đi lặp lại và có tính thống nhất các cấp xét xử, là một nguồn luật thứ yếu. Bên cạnh đó, còn có thuật ngữ liên quan là tiền lệ pháp, thuật ngữ này và án lệ đều chỉ tới những vấn đề về pháp luật trong quá khứ, tuy nhiên án lệ thể hiện cụ thể hơn tới đối tượng là vụ án và xét xử của tòa án.
Nửa sau thế kỷ XX cho đến nay ở Việt Nam, thuật ngữ án lệ được đề cập tới trong hoạt động nghiên cứu, từng được xem là một danh từ cũ đã được dùng từ thời Pháp thuộc, là những quy tắc do các tòa án xem xét trong khi vận dụng pháp luật để xét xử các vụ án cụ thể, đã hình thành dần dần bằng cách hiểu và thái độ giải quyết giống nhau về một số điểm pháp lý, áp dụng luật một cách giống nhau trong nhiều vụ án; hoặc là chế độ trong đó thẩm phán tiến hành xét xử không mâu thuẫn với quan điểm pháp lý được thể hiện trong phần xét xử của tòa án cấp cao nhất của một nước, đối với các vụ án tương tự. Đến năm 2015, thuật ngữ tên gọi này chính thức được đưa vào văn bản quy phạm pháp luật với cách hiểu theo nghĩa hẹp là bản án, quyết định của tòa án chứa đựng sự giải thích, áp dụng pháp luật được tòa tối cao lựa chọn với số lượng cụ thể để vận dụng giải quyết vụ án có nội dung tương tự về sau.

## Lịch sử
Sau các giai đoạn Bắc thuộc lần thứ nhất, thứ hai và thứ ba, đồng thời sử dụng pháp luật các nước đô hộ, Việt Nam bắt đầu tự chủ từ thế kỷ X. Năm 1042, Thái Tông Lý Phật Mã ra lệnh xây dựng Bộ luật Hình thư (李朝刑書) chuyên về hình sự, tức bộ luật thành văn đầu tiên của nhà nước quân chủ chuyên chế Việt Nam. Bộ luật này ra đời thay thế cho các quy chế, luật lệ, chiếu chỉ trước đó; quy định phân minh các việc xử phạt, tránh việc làm tùy tiện, nhũng lạm, gây ra oan trái cho dân của các quan lại; đồng thời nhấn mạnh đặc tính luật thành văn mà Việt Nam tiếp tục áp dụng, tạo ra hệ thống xuyên suốt Nhà Lý (1009–1225), cải tiến thêm phần dân sự dưới thời Nhà Trần (1226–1400). Trong suốt thời kỳ này, nhà nước phong kiến lãnh đạo bởi quý tộc và quan lại sử dụng pháp luật được lập ra để tạo chế tài cho xã hội. Phương thức lập pháp được sử dụng là ban bố các bộ luật chính thức; ban hành các chiếu, chỉ, dụ, sắc, lệ hay lệnh để ra quyết định, trong đó có cả việc hướng dẫn cách xét xử khi bộ luật còn thiếu sót, chưa quy định đủ mọi góc cạnh chi tiết hoặc có quy định rồi mà chưa rõ, tất cả đều tiến hành theo kỹ thuật soạn thảo, in ấn cụ thể. Đặc tính thành văn, pháp điển hóa, tức đưa luật vào văn bản cụ thể này tác động tới sự ra đời của án lệ.

### Thời Nhà Lê

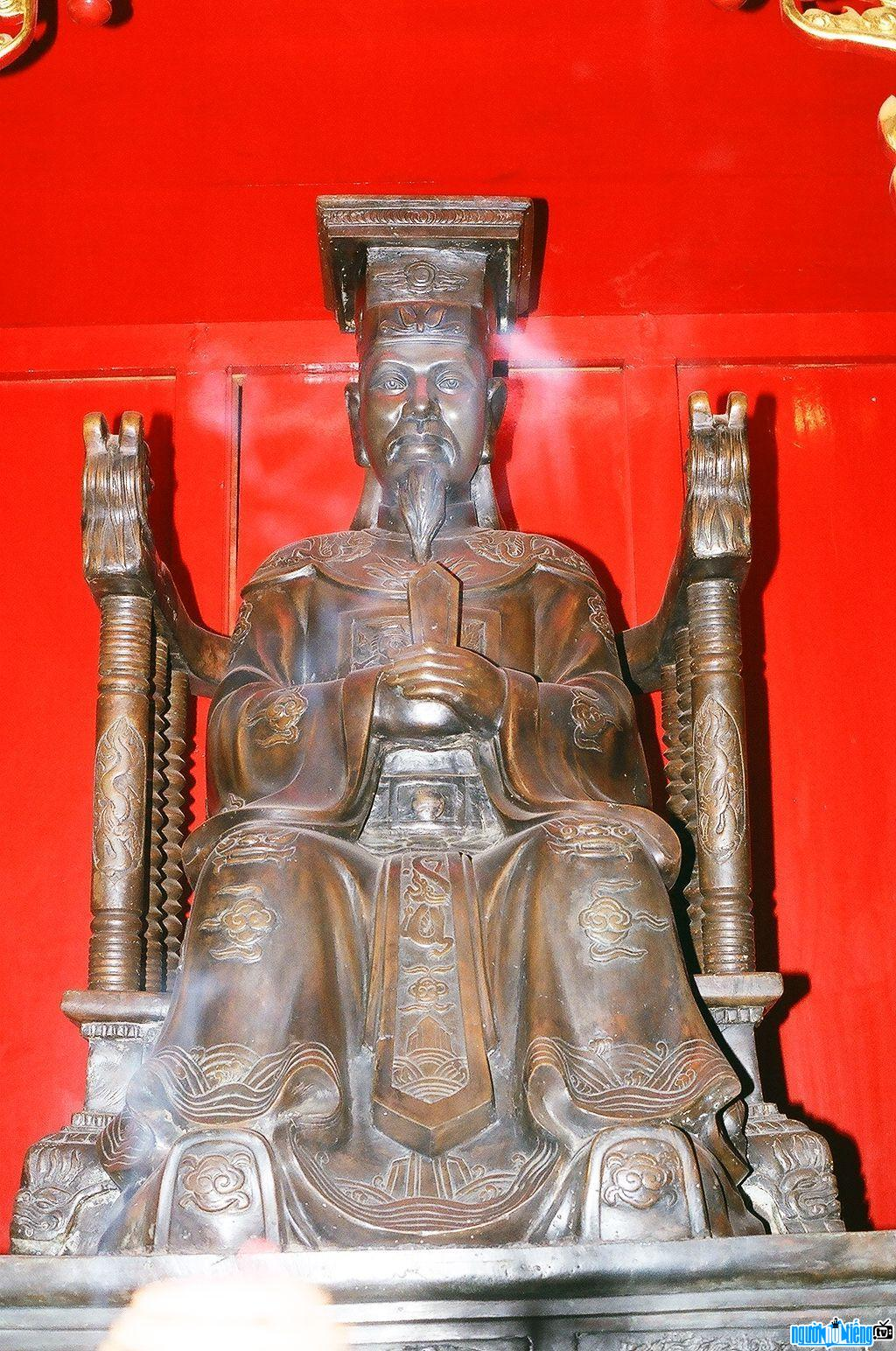
Lê Thánh Tông ban hành Quốc triều Hình luật ghi chép về án lệ Việt Nam.

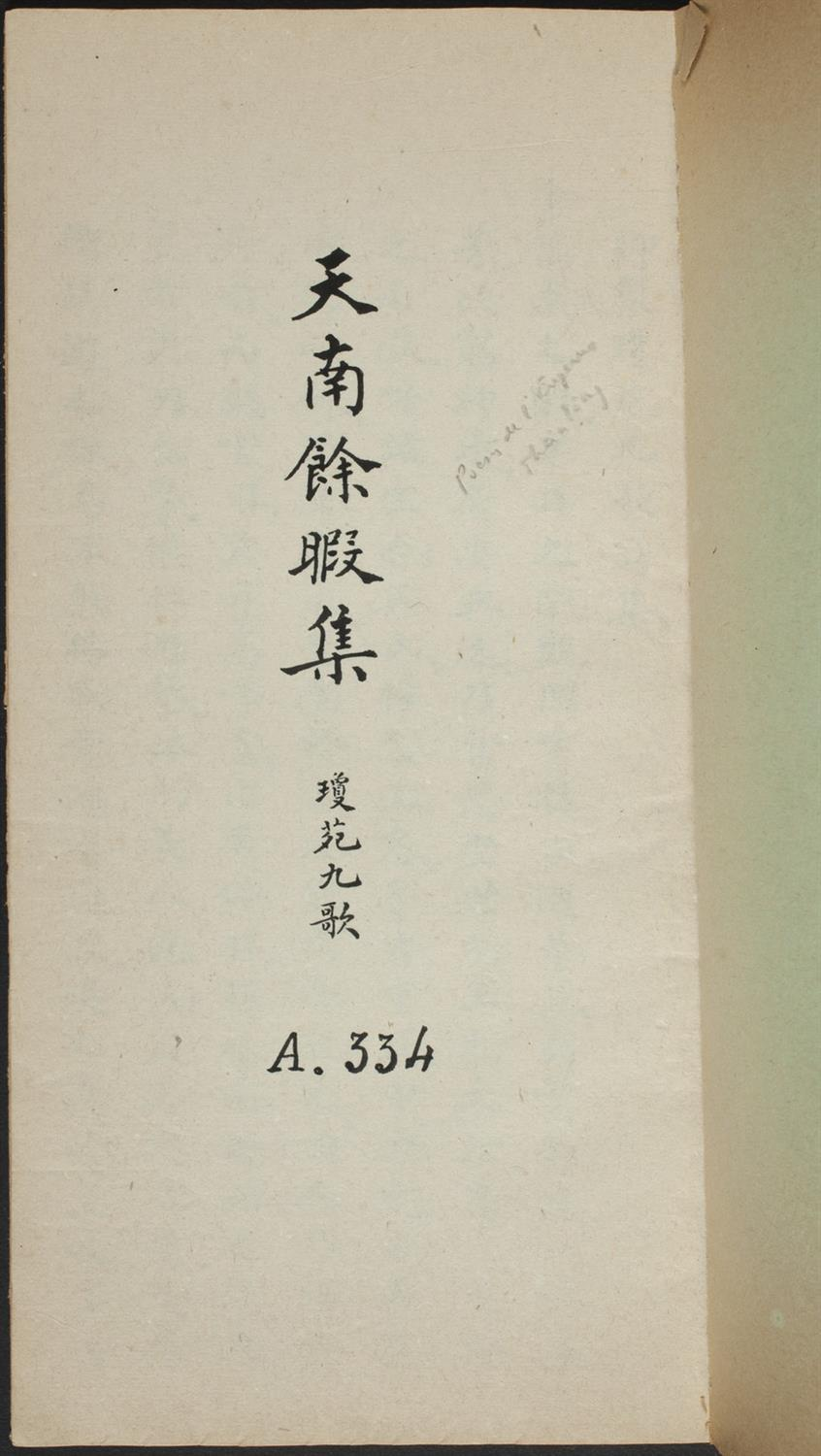
Thiên Nam dư hạ tập ghi chép luật lệ, trong đó có án lệ.

Đến Thời Nhà Lê sơ (1428–1527), năm 1483, Thánh Tông Lê Tư Thành sai các đình thần sửa đổi, biên soạn lại các điều luật cũ, làm thành bộ Quốc triều Hình luật (國朝刑律), còn gọi là Bộ luật Hồng Đức. Bộ luật gồm sáu quyển, 722 điều, và được sử dụng suốt từ thời Hồng Đức đến cuối thế kỷ XVIII lúc Nhà Lê sụp đổ. Khi xây dựng bộ luật này, Lê Thánh Tông chỉ đạo mục đích làm cho pháp luật đầy đủ, dễ hiểu và rộng rãi bằng cách sử dụng kỹ thuật ghi tóm lược lại những bản án đã được các quan xử án xử lý, phán quyết trong quá khứ, chọn ra làm tiền lệ pháp điển hình để về sau tham khảo, noi theo bản án đó mà xử các trường hợp tương tự. Lần đầu tiên án lệ được ghi nhận là xuất hiện trong Bộ luật Hồng Đức từ những vụ án được xử trên thực tế ở các Điều 396, Điều 397, về việc phân chia tài sản là bất động sản gồm đất thổ cư, hương hỏa của gia đình, thực chất đều là những bản án được tóm lược lại, chép kèm vào bộ luật. Các phán quyết này đều là án lệ được nâng cấp thành luật, bổ sung vào Luật Hương hỏa, áp dụng trực tiếp và có các điểm tương đồng về cả hình thức và nội dung.
Các án lệ được đem vào Quốc triều Hình luật đều đổi tên đương sự có quyền và nghĩa vụ trong vụ án từ thực tế thành tên ẩn danh, các tên gọi chung như Giáp, Ất, Bính, Đinh, tức 10 can trong văn hóa Đông Á nhằm nhân rộng việc áp dụng trở về sau, phổ biến cho tất cả các vụ việc có liên quan; nội dung xoay quanh đất hương hỏa, phong tục thờ cúng tổ tiên, chia di sản thừa kế, mô tả chính xác thực tế về đất đai, huyết thống và gia tộc trong xã hội, là những vấn đề tồn tại cho đến ngày nay ở xã hội Việt Nam.
Bên cạnh Quốc triều Hình luật, Nhà Lê còn có các văn bản pháp luật được áp dụng khác như Quốc triều khám tụng điều lệ (1777) ghi chép tố tụng, Thiên Nam dư hạ tập (1483) ghi chép luật lệ, Hồng Đức thiện chính thư (1470) lưu trữ chủ yếu án lệ, ngoài dân sự và hình sự còn có một số án lệ liên quan đến lĩnh vực khác như hôn nhân và gia đình. Có các án lệ như Phụ trái tử hoàn (父债子還) nêu về việc áp dụng án lệ theo tình huống đạo đức, nhân văn trong xã hội cũ, khi mà con cái phải hồi đáp lại ơn huệ khi được bố mẹ sinh ra; Bất phu hữu thai (不夫有胎) nêu đến việc áp dụng điều khoản về thông gian, tức giảm án, giảm hình phạt khắc nghiệt cho đương sự ở vụ án không được quy định trong bộ luật về người phụ nữ không có chồng mà có thai. Bởi những sự kiện này, án lệ chính thức ra đời từ thời Nhà Lê sơ qua việc dùng bản án xét xử trong quá khứ làm căn cứ để tham khảo, dẫn chiếu nhằm đưa ra đường lối xét xử cho các vụ việc dân sự, hình sự xảy ra về sau.

### Thời Nhà Nguyễn

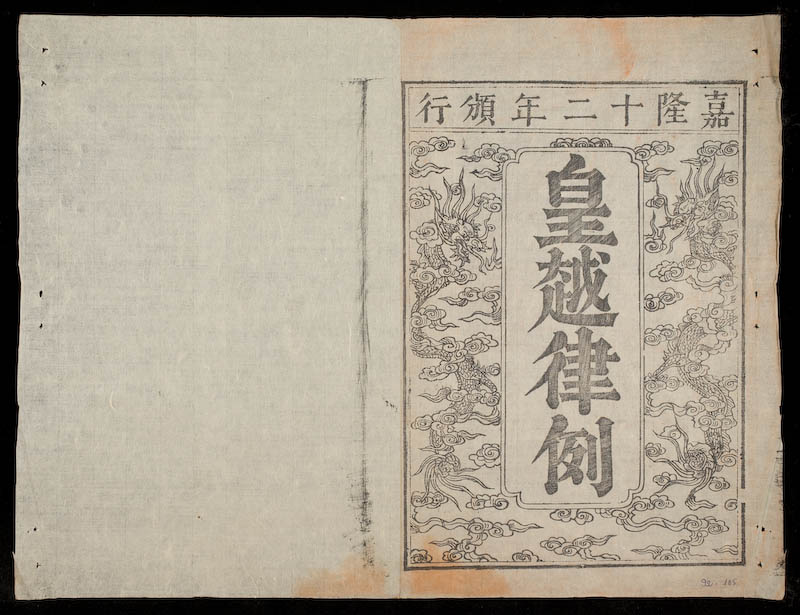
Bìa Hoàng Việt luật lệ có chứa án lệ.

Năm 1810, Thế Tổ Nguyễn Ánh giao việc soạn thảo luật cho Nguyễn Văn Thành, soạn thảo giai đoạn 1811–12, có hiệu lực năm 1813, mang tên là Hoàng Việt luật lệ (皇越律例) tức Bộ luật Gia Long. Bộ luật này gồm có 22 quyển với 398 điều, xếp theo sáu loại là Lại, Hộ, Lễ, Binh, Hình, Công luật tương đương với sáu bộ trong triều đình. Về hình thức, bộ luật tham khảo một số phần từ pháp luật Nhà Thanh là Đại Thanh luật lệ từ cách gọi tên đến việc sắp xếp nội dung; tham khảo một phần nội dung, tuy nhiên được chỉnh sửa theo phong tục và xã hội Việt Nam, trong đó đặc biệt là xóa bỏ các cực hình trong luật Nhà Thanh như: tru di tam tộc, lăng trì.
Mỗi điều khoản trong bộ luật đều có nội dung luật và lệ. Luật ở đây là các điều khoản tạo thành hệ thống khung chung, chế định và chế tài quy định luật như Quốc triều Hình luật cũ; còn lệ chính là án lệ, là những bản án đã xử trong thực tế và được xét là quan trọng nên được thêm vào trong bộ luật. Bên cạnh đó, trong cả bản gốc, bản lưu trữ và bản dịch thuật của bộ luật đều thể hiện các trình bày ghi chú cụ thể về bản án có liên quan đến điều luật được trích dẫn, chú giải thể hiện một phần được áp dụng trên thực tế có liên quan. Ngoài ra, dưới thời Nhà Nguyễn, các văn bản Hội điển toát yếu (1833), Khâm định Đại Nam hội điển sự lệ (1843–55), Minh Mệnh chính yếu (1837), Đại Nam điển lệ toát yếu (1909) cũng có những ghi chép về án lệ.

### Thời Pháp thuộc
Nghĩa vụ xét xử, luật ba miền thời Pháp thuộc.
Trong thời kỳ Pháp đô hộ (1884–1945), nền pháp luật Việt Nam chịu nhiều ảnh hưởng phương Tây, cụ thể là châu Âu lục địa, nhất là hệ thống pháp luật nước Pháp. Với vị trí là một quốc gia nổi bật về luật thành văn, Pháp đã chuyển giao cấu trúc pháp luật này tại Việt Nam, tạo dựng những đạo luật các lĩnh vực của xã hội, trong lãnh thổ, phân thành ba miền là Bộ Dân luật Bắc Kỳ (1931), Bộ Dân luật Trung Kỳ (1936), và Dân luật giản yếu Nam Kỳ (1883), đều lấy Bộ luật Dân sự Pháp làm cơ bản và sửa đổi phù hợp theo văn hóa ở Việt Nam. Giai đoạn này, án lệ hình thành nhằm phục vụ giải thích pháp luật theo hướng rõ ràng, bổ sung những khoảng trống thiếu sót do pháp luật thực định hiện hành, hoặc quy định chưa đầy đủ.
Các án lệ do hệ thống tòa án đúc kết qua những bản án đã được xét xử trong thực tế, làm tiền lệ để các vụ xét xử sau có thể tham khảo vận dụng theo đó. Nguồn án được xây dựng trong khi phân xử các vụ kiện, nếu gặp một điều luật tối nghĩa, không rõ rệt hoặc nhiều điều luật tương phản nhau; hoặc pháp luật không có quy định mà về nguyên tắc thì thẩm phán không thể không xử. Quy phạm buộc phải xử của cơ quan xét xử được nêu tại cả ba bộ dân luật ba miền, mô phỏng theo Bộ Dân luật Pháp lúc bấy giờ, nhấn mạnh việc án lệ đã được áp dụng bởi hệ thống pháp luật của Pháp tại Việt Nam. Cũng trong khía cạnh này, phán quyết của các thẩm phán xét xử các cấp được lưu trữ và vận dụng trong việc tham khảo, không có tính chất bắt buộc. Những phán quyết đó sẽ trở thành án lệ khi nào được các tòa án coi như một khung hình chung, đã được tòa án cấp tối cao tổng kết và phổ biến chung cho cả nước thông qua các tạp chí công bố bản án thành án lệ như Đông Dương tư pháp tập san (Journal judiciaire de l'Indochine), Pháp lý tập san, Pháp luật tập san.

### Thời Chiến tranh Việt Nam
Ở miền Nam giai đoạn 1955–75, dưới sự hỗ trợ của Hoa Kỳ và đồng minh, chính thể Việt Nam Cộng hòa cai quản miền Nam Việt Nam. Mặc dù chịu nhiều ảnh hưởng của Hoa Kỳ, một quốc gia thuộc hệ thống thông luật, nhưng nền pháp luật ở miền Nam vẫn tiếp tục duy trì luật thành văn từ thời Pháp thuộc. Bên cạnh đó, đi cùng pháp luật thực định, những án lệ được sử dụng để bổ sung trường hợp pháp luật không rõ ràng, chưa đầy đủ. Chẳng hạn như án lệ về giá trị các văn thư làm ra dưới thời Nhật Bản chiếm lĩnh hướng dẫn rằng các văn thư về tư pháp làm ra dưới thời Nhật vẫn có giá trị nếu không có điều gì trái với luật lệ thời điểm đó. Trong tố tụng thời kỳ này, khi tiến hành việc viện dẫn một bản án để chứng minh sự suy luận trong xét xử, cấp xét xử phải thống kê và nêu đầy đủ thông số từ tên tòa án ra bản án được viện dẫn, ngày tuyên bản án, tạp chí đã đăng án văn (thời gian, phần, trang). Bộ Tư pháp Việt Nam Cộng hòa phụ trách, thường xuất bản ấn phẩm về án lệ theo định kỳ ba tháng, đăng tải những trích dẫn về quan điểm hay định hướng xét xử trong các bản án của Tối cao Pháp viện, Tòa thượng thẩm, những bản án này là căn cứ pháp lý để xét xử những tranh chấp tương tự.
Ở miền Bắc giai đoạn 1945–76, Việt Nam Dân chủ Cộng hòa lãnh đạo và tập trung tham gia chiến tranh thống nhất đất nước, không tập trung nhiều vào việc xây dựng hệ thống pháp luật mới nói chung, hay án lệ nói riêng. Tuy nhiên, việc duy trì áp dụng hệ thống luật thành văn cũ vẫn giữ cho khái niệm và quan điểm về án lệ tồn tại. Năm 1945, Chủ tịch Hồ Chí Minh đã ký sắc lệnh cho phép tạm thời sử dụng một số luật lệ hiện hành ở Bắc, Trung, Nam, không trái với nguyên tắc độc lập, chủ quyền cho đến khi ban hành những bộ luật thống nhất trong toàn quốc. Cũng trong thời kỳ này, ở miền Bắc, về nguyên tắc không thừa nhận án lệ là nguồn của pháp luật, nhưng trong thực tiễn xét xử thì Tòa án nhân dân tối cao đã tổng kết những bản án điển hình hình thành những chuyên đề báo cáo để hướng dẫn các tòa áp dụng pháp luật thống nhất. Các văn bản pháp luật trước 1960 nhắc tới việc áp dụng án lệ trong trường hợp như nếu chỉ có luật hình sự cũ, chưa có sắc lệnh mới, mà xét thấy cần trừng phạt; tòa phúc thẩm sử dụng để chỉ đạo tòa cấp dưới; hướng dẫn trừng trị tội phạm hình sự thông thường.

## Xây dựng trở lại

### Chính sách chung

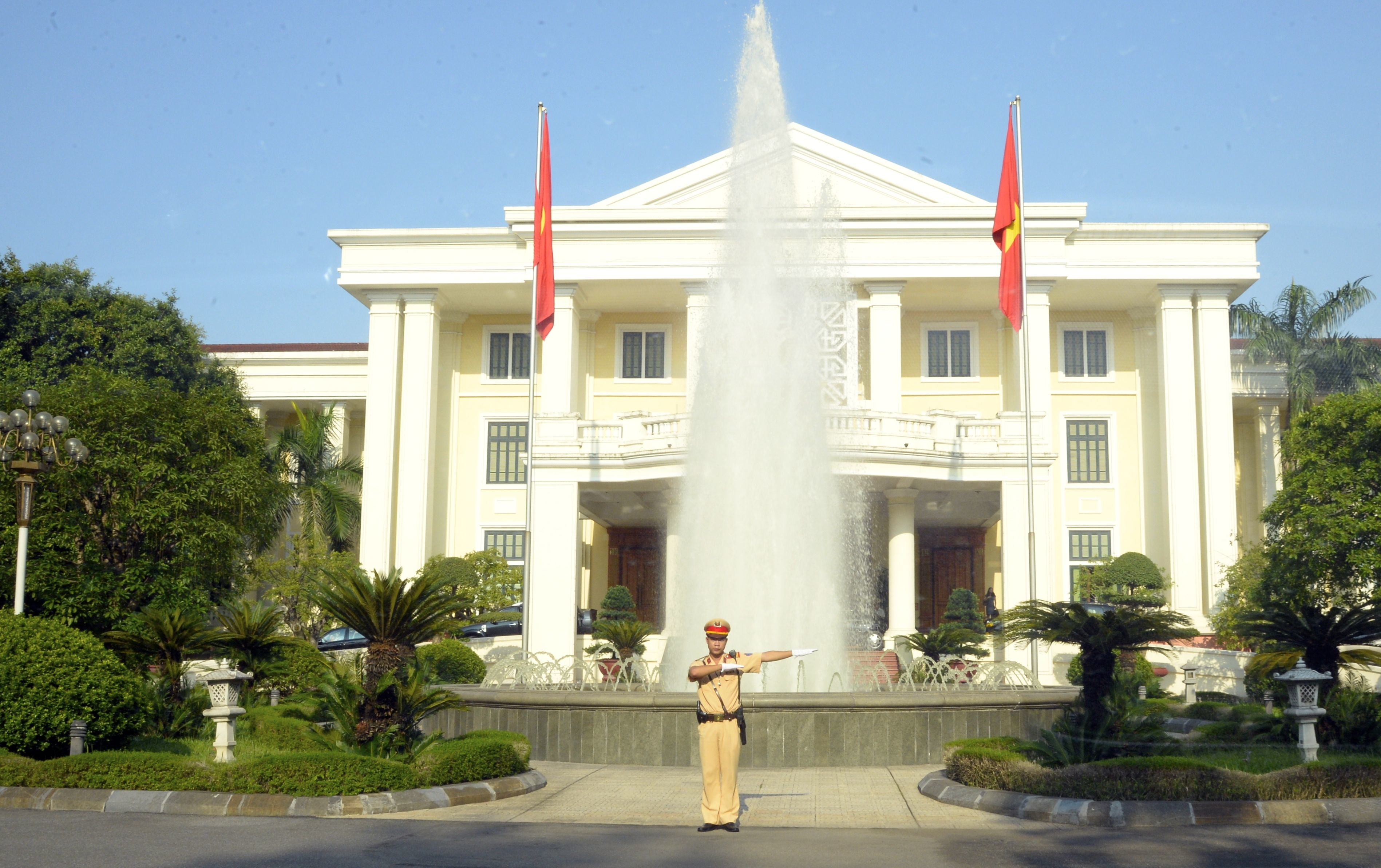
Trụ sở Trung ương Đảng tại Hà Nội, nơi diễn ra hội nghị thông qua chiến lược về pháp luật, trong đó có án lệ.

Năm 1975, Việt Nam thống nhất và bước sang thời kỳ mới. Trong giai đoạn 1975–2005, khái niệm án lệ hầu như không được sử dụng chính thức trong các sách, báo pháp lý mà chỉ được bàn luận mang tính chất nghiên cứu học thuật; vấn đề về án lệ không được nhắc tới trong các văn bản pháp luật và thực tiễn xét xử, không được pháp luật thừa nhận.
Năm 2005, trong giai đoạn trước khi gia nhập Tổ chức Thương mại Thế giới, Đảng Cộng sản Việt Nam đã tổ chức các hội nghị trung ương, thông qua nhiều chủ trương, chiến lược trong đó có chiến lược hoàn thiện hệ thống pháp luật và chiến lược cải cách tư pháp, đều đề cập tới án lệ. Án lệ được đề xuất để xây dựng trở lại theo phương án nghiên cứu về khả năng khai thác, sử dụng cùng tập quán, thông lệ thương mại trong nước lẫn quốc tế, giao nhiệm vụ phát triển án lệ và giám đốc thẩm, tái thẩm cho Tòa án nhân dân tối cao. Sau đó, Tòa án đã xây dựng và phê duyệt đề án phát triển án lệ với mục tiêu nâng cao chất lượng của bản án, quyết định của ngành tòa án, đặc biệt là các quyết định giám đốc thẩm của Hội đồng Thẩm phán, tòa chuyên trách; góp phần đảm bảo việc áp dụng pháp luật đúng, thống nhất, từ đó đảm bảo sự bình đẳng của mọi tổ chức và công dân trước pháp luật. Án lệ được đưa vào luật từ 2014 sau khi được Quốc hội Việt Nam khóa XIII thông qua, giao nhiệm vụ và quyền hạn cho Hội đồng Thẩm phán, Chánh án trong việc tổng kết phát triển, lựa chọn và công bố án lệ, rồi sau đó là hướng dẫn tiến hành các hoạt động này năm 2015. Năm 2016, sáu án lệ đầu tiên là Án lệ 01, 02, 03, 04, 05 và 06 được công bố, mở đầu cho thời kỳ hoạt động trên thực tế.

### Hợp tác quốc tế
Khi tiến hành xây dựng án lệ 2015–16, Tòa án nhân dân tối cao đã tổ chức những cuộc hội thảo ở Hà Nội và Thành phố Hồ Chí Minh để lấy ý kiến các chuyên gia pháp lý, nhà khoa học, nhà hoạt động thực tiễn đối với công tác phát triển án lệ. Thời gian này, có nhiều bài viết, quan điểm từ các luật gia thể hiện quan điểm ủng hộ xây dựng án lệ theo những góc nhìn như lịch sử án lệ Việt Nam, so sánh với các quốc gia thuộc cả hai hệ thống luật là thông luật Anh Mỹ và luật thành văn châu Âu lục địa. Hàng năm, tòa án tổ chức các cuộc hội thảo để nhận góp ý dự thảo án lệ, sơ kết công tác án lệ phối hợp tổ chức với Liên minh Châu Âu, Chương trình phát triển Liên Hợp Quốc, Cơ quan Hợp tác quốc tế Nhật Bản, Cơ quan Hợp tác quốc tế Hàn Quốc về chỉnh lý, hoàn thiện các dự thảo, đảm bảo các bản án, quyết định được lựa chọn, phát triển thành án lệ thực sự chất lượng, có tính chuẩn mực. Hoạt động hợp tác còn có mục tiêu giải quyết vấn đề khi soạn thảo bản án, quyết định đã phân tích, lập luận về tình huống pháp lý, giải pháp pháp lý nhưng chủ yếu tập trung giải quyết tình huống pháp lý cụ thể trong vụ án đó mà chưa hướng đến việc khái quát tình huống pháp lý và giải pháp pháp lý có thể áp dụng cho các vụ việc có tính chất tương tự.

## Vị trí, chức năng
| Lĩnh vực án lệ        | Số lượng |
| --------------------- | -------- |
| Dân sự                | 35       |
| Hình sự               | 17       |
| Hành chính            | 4        |
| Hôn nhân gia đình     | 5        |
| Kinh doanh thương mại | 9        |
| Lao động              | 2        |

Trong hệ thống pháp luật Việt Nam hiện nay, án lệ được hiểu như là một văn bản tư pháp được công bố bởi Tòa án nhân dân tối cao, cơ quan xét xử các cấp từ trung ương đến địa phương có trách nhiệm xem xét và viện dẫn, áp dụng trong quá trình tố tụng mà chủ yếu là xét xử. Bởi vì không mang tính bắt buộc, không được ban hành theo trình tự, thủ tục của nhóm hệ thống văn bản quy phạm pháp luật, cho nên án lệ không phải là văn bản quy phạm pháp luật ở Việt Nam. Khi tiến hành xét xử vụ việc ở tất cả các lĩnh vực, thẩm phán và hội thẩm nhân dân lần lượt sẽ áp dụng luật (bao gồm Hiến pháp, điều ước quốc tế mà Việt Nam là thành viên, bộ luật và luật nội địa), tập quán, tương tự pháp luật, án lệ, lẽ công bằng. Do đặc tính áp dụng lần lượt các đối tượng, nếu không có luật, tập quán hay tương tự pháp luật thì mới áp dụng án lệ, vì thế nên vị trí của án lệ trong hệ thống pháp luật là thứ yếu, thứ tự để áp dụng gần như là cuối cùng.

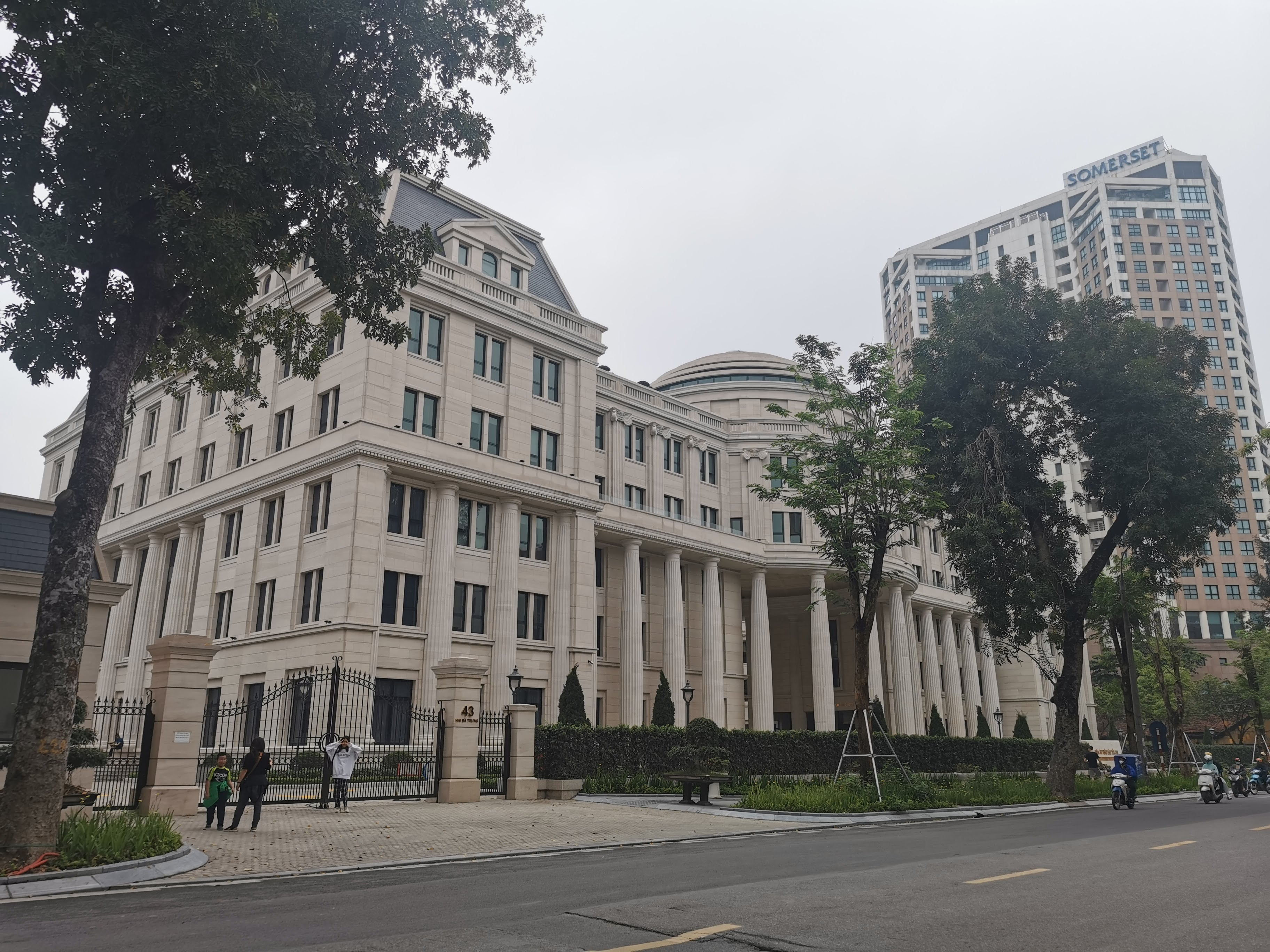
Một góc Tòa án nhân dân tối cao, cơ quan xét xử cao nhất Việt Nam, trực tiếp phụ trách án lệ.

Là một quốc gia theo hệ thống luật thành văn, pháp luật Việt Nam được xây dựng theo quy trình cụ thể, dựa trên sự thay đổi của xã hội để tiến hành phân tích, đánh giá, sau đó đưa ra dự thảo luật và thông qua. Quá trình lập pháp thường mất nhiều thời gian, các quy phạm pháp luật được soạn thảo không quy định được tất cả mọi vấn đề, do đó xuất hiện thiếu sót trong luật áp dụng khi xét xử, các cơ quan xét xử buộc phải phân tích theo nguyên tắc chứa đựng những cơ sở pháp lý cơ bản của pháp luật để đưa ra kết luận cho vụ việc đang được thụ lý. Và các kết luận này có thể trở thành án lệ để áp dụng cho cho toàn bộ hệ thống nếu được thông qua, với chức năng điều chỉnh các quan hệ xã hội mới phát sinh mà pháp luật chưa thể điều chỉnh hay những mâu thuẫn, khiếm khuyết của hệ thống pháp luật, hỗ trợ việc giải quyết các vụ việc một cách nhanh chóng, tiết kiệm thời gian và chi phí, tạo sự thống nhất trong xét xử ở Việt Nam.
Bên cạnh đó, án lệ Việt Nam còn có nhiệm vụ giúp ngăn ngừa sự duy ý chí của thẩm phán khi áp dụng pháp luật, nâng cao kỹ năng và chất lượng xét xử của thẩm phán, giúp chuẩn hóa việc viết bản án, quyết định. Thông qua việc tham khảo, viện dẫn án lệ đã có, thẩm phán có thể đưa ra phán quyết một cách có cơ sở hơn, đảm bảo số lượng bản án, quyết định bị tòa án cấp trên hủy, sửa sẽ giảm đi, có xu hướng trở thành hoạt động thường xuyên của ngành tòa án. Theo cách hiểu chung, việc viện dẫn án lệ không có nghĩa án lệ là cơ sở pháp lý cho vụ án mà tòa án xét xử, vì cơ sở pháp lý vẫn phải dựa trên cơ cở pháp luật trong hệ thống các văn bản quy phạm pháp luật; viện dẫn án lệ là cách bày tỏ quan điểm về sự tôn trọng tính thống nhất trong áp dụng pháp luật, thẩm phán tự mình quyết định có theo đường lối xét xử trong án lệ viện dẫn hay không, nếu không thì phải nêu ra lý do chính đáng trong việc không áp dụng án lệ đã có.

## Quy trình án lệ

### Tiêu chí và cấu trúc
Một trong những tiêu chí của án lệ, nguyên tắc chung.
Quy trình án lệ gồm đề xuất, lựa chọn, công bố và bãi bỏ án lệ. Án lệ được lựa chọn phải đáp ứng các tiêu chí gồm có giá trị giải thích một cách cụ thể những quy phạm pháp luật chưa được thống nhất về cách tiếp cận, các cơ quan xét xử viện dẫn, lập luận và áp dụng khác nhau; có tính chuẩn mực và có giá trị hướng dẫn áp dụng thống nhất pháp luật trong xét xử. Khi xét xử, thẩm phán, hội thẩm phải nghiên cứu, áp dụng án lệ, bảo đảm những vụ việc có tình huống pháp lý tương tự thì phải được giải quyết như nhau.
Án lệ được công bố hiện nay tuân theo cấu trúc văn bản được xây dựng từ năm 2015, nội dung công bố bao gồm hình thức và nội dung. Hình thức là số, tên án lệ; số, tên bản án, quyết định của tòa án có nội dung được phát triển thành án lệ; từ khóa về những tình huống pháp lý, giải pháp pháp lý trong án lệ, phần hình thức hỗ trợ cho việc xác định, tìm kiếm và lưu trữ thông tin. Nội dung là tình huống pháp lý, giải pháp pháp lý của án lệ; quy định của pháp luật có liên quan đến án lệ; các tình tiết trong vụ án và phán quyết của tòa án có liên quan đến án lệ.

### Tiến trình thông qua
| Các bước                                                                                            | Chủ thể phụ trách              |
| --------------------------------------------------------------------------------------------------- | ------------------------------ |
| Tiến trình thông qua án lệ                                                                          |                                |
| Đề xuất                                                                                             | Cơ quan, tổ chức, cá nhân      |
| Lấy ý kiến                                                                                          | Tòa tối cao                    |
| Lập Hội đồng tư vấn án lệ                                                                           | Chánh án                       |
| Ý kiến Hội đồng tư vấn án lệ                                                                        | Chủ tịch Hội đồng tư vấn án lệ |
| Thông qua                                                                                           | Hội đồng Thẩm phán             |
| Công bố án lệ                                                                                       | Chánh án                       |
| Bãi bỏ án lệ                                                                                        |                                |
| Kiến nghị                                                                                           | Cơ quan, tổ chức, cá nhân      |
| Họp Hội đồng                                                                                        | Chánh án                       |
| Thông qua                                                                                           | Hội đồng Thẩm phán             |
| Thông báo bãi bỏ                                                                                    | Chánh án                       |
| Lưu ý: Đương nhiên bãi bỏ án lệ trong trường hợp không còn phù hợp do có sự thay đổi của pháp luật. |                                |

Án lệ được lựa chọn từ các nguồn là những bản án, quyết định đã có hiệu lực của tòa án các cấp, được đề xuất để lựa chọn. Việc đề xuất bản án, quyết định được phổ biến rộng rãi cho hai nhóm: nhóm thứ nhất là các cá nhân, cơ quan, tổ chức trong xã hội; và nhóm thứ hai là tòa án các cấp. Cả hai nhóm đều có thể gửi đề xuất bản án, quyết định đã có hiệu lực pháp luật của tòa án chứa đựng lập luận, phán quyết đáp ứng các tiêu chí theo hướng dẫn cho Tòa án nhân dân tối cao để xem xét, phát triển thành án lệ. Các bản án, quyết định được đề xuất nhằm lựa chọn, phát triển thành án lệ sẽ được đăng tải trên Cổng thông tin điện tử của Tòa án để các cơ quan, tổ chức, cá nhân quan tâm tham gia ý kiến trong một khoảng thời gian nhất định, và hiện tại là 30 ngày kể từ ngày đăng tải. Trong giai đoạn này, một cơ quan được thành lập, đóng vai trò hỗ trợ lựa chọn án lệ, đó là Hội đồng tư vấn án lệ, được thành lập bởi Chánh án, có nhiệm vụ thảo luận cho ý kiến đối với các bản án, quyết định được đề xuất lựa chọn, phát triển thành án lệ.
Sau quá trình đề xuất và thảo luận, tư vấn, cho ý kiến, bước tiếp theo của quá trình lựa chọn án lệ là thông qua bằng việc biểu quyết bởi Hội đồng Thẩm phán với quá nửa số phiếu. Ngoài thủ tục đề xuất, thảo luận lấy ý kiến, thì án lệ còn được xem xét thông qua trong một số trường hợp đặc biệt như được Thẩm phán Tòa án nhân dân tối cao, Ủy ban Thẩm phán Tòa án nhân dân cấp cao đề xuất; được Hội đồng Thẩm phán lựa chọn khi xét xử giám đốc thẩm, tái thẩm. Sau khi tiến hành biểu quyết thông qua, Chánh án sẽ ban hành quyết định công bố án lệ được thông qua đó, dựa trên căn cứ là kết quả biểu quyết của Hội đồng Thẩm phán. Sau khi công bố, án lệ được đăng tải trên trang Web, được gửi cho tòa án các cấp và đơn vị liên quan và được đưa vào tuyển tập án lệ để xuất bản.

### Bãi bỏ án lệ
Án lệ đã công bố có thể bị bãi bỏ trong trường hợp không còn phù hợp do có sự thay đổi của pháp luật, sự chuyển biến tình hình; và bị hủy trong trường hợp bản án, quyết định có nội dung được lựa chọn phát triển thành án lệ đã bị hủy, sửa toàn bộ hoặc phần liên quan đến án lệ. Trong trường hợp đương nhiên bị bãi bỏ do sự thay đổi của pháp luật thì không cần phải có quy trình bãi bỏ. Đối với trường hợp bị bãi bỏ theo quy trình thì do Hội đồng Thẩm phán tiến hành xem xét, ra quyết định.
Quy trình bãi bỏ bao gồm bốn bước là kiến nghị, mở phiên họp, thông qua, và thông báo. Kiến nghị bãi bỏ cho phép cá nhân, cơ quan, tổ chức kiến nghị với Tòa án. Trường hợp tòa án đã hủy, sửa bản án, quyết định là nguồn án của án lệ nào đó thì phải gửi báo cáo kèm theo quyết định đã hủy, sửa về Tòa tối cao để xem xét việc bãi bỏ án lệ trong thời hạn nhất định. Bước mở phiên họp và biểu quyết thông qua kiến nghị bãi bỏ được tiến hành như tiến trình lựa chọn bởi Hội đồng Thẩm phán; và bước thông báo bãi bỏ tương tự với công bố án lệ bởi Chánh án.

### Văn bản luật, văn kiện
- Bộ Chính trị khóa IX (2005). "Nghị quyết 48-NQ/TW về Chiến lược xây dựng và hoàn thiện hệ thống pháp luật Việt Nam đến năm 2010, định hướng đến năm 2020".
- Bộ Chính trị khóa IX (2005). "Nghị quyết 49-NQ/TW về Chiến lược cải cách tư pháp đến năm 2020".
- Quốc hội Việt Nam khóa XIII (2015). "Bộ luật Dân sự". Cơ sở dữ liệu quốc gia về văn bản quy phạm pháp luật.
- Quốc hội Việt Nam khóa XIII (2014). "Luật Tổ chức Tòa án nhân dân". Cơ sở dữ liệu quốc gia về văn bản quy phạm pháp luật.
- Hội đồng Thẩm phán Tòa án nhân dân tối cao (2019). "Nghị quyết 04/2019/NQ-HĐTP về Quy trình lựa chọn, công bố và áp dụng án lệ". Cơ sở dữ liệu quốc gia về văn bản quy phạm pháp luật.
- Hội đồng Thẩm phán Tòa án nhân dân tối cao (2015). "Nghị quyết 03/2015/NQ-HĐTP về Quy trình lựa chọn, công bố và áp dụng án lệ". Cơ sở dữ liệu quốc gia về văn bản quy phạm pháp luật.
- Tòa án nhân dân tối cao (2012). "Quyết định 74/QĐ-TANDTC phê duyệt đề án Phát triển án lệ của Tòa án nhân dân tối cao". Tòa án nhân dân tối cao Việt Nam.
- Chánh án Tòa án nhân dân tối cao (2016). "Quyết định 220/QĐ-CA về việc công bố án lệ". Tòa án nhân dân tối cao Việt Nam.
- Tòa án nhân dân tối cao; Bộ Tư pháp (1959), Thông tư số 92-TC về Quy định nhiệm vụ và quyền hạn của các Tòa án nhân dân Phúc thẩm Hà Nội, Hải Phòng và Vinh.
- Thủ tướng Việt Nam Dân chủ Cộng hòa (1955), Thông tư số 442-TTg về việc trừng trị một số tội phạm.
- Bộ Tư pháp (1955), Thông tư số 19-VHS về việc áp dụng luật lệ.
- Hồ Chí Minh (1945). "Sắc lệnh 47/SL". Cơ sở dữ liệu quốc gia về văn bản pháp luật.
- Pháp (1936), Hoàng Việt Trung kỳ hộ luật.
- Pháp (1931), Code civil à l'usage des juridictions indigènes du Tonkin [Dân luật thi hành tại các tòa Nam án Bắc kỳ].
- Pháp (1883), Précis de la législation civile annamite [Tóm lược luật dân sự An Nam].
- Pháp (1804), Code civil des Français [Bộ luật Dân sự Pháp].
- Tòa án nhân dân tối cao (2017). "Quyết định 129/QĐ-TANDTC về thành lập Hội đồng tư vấn án lệ".